# ر. ر. إم. كاربنتر
ر. ر. إم. كاربنتر (بالإنجليزية: R. R. M. Carpenter)‏ هو شخصية أعمال أمريكي، ولد في 30 يوليو 1877 في ديلاوير في الولايات المتحدة، وتوفي في 11 يونيو 1949 في ويلمنغتون في الولايات المتحدة بسبب سرطان.